# António Martins
Pour l'athlète français, voir Antonio Martins. Pour la ville brésilienne, voir Antônio Martins.
Pour les articles homonymes, voir Martins.
António Martins, de son nom complet António Rodrigues Martins, est un footballeur portugais né le 27 juillet 1913 à Lisbonne et mort à une date inconnue. Il évoluait au poste de gardien de but.

## Biographie

### En club
António Martins commence sa carrière en tant que gardien du Sporting CP en 1936. Il est gardien remplaçant lors de son passage au club,.
En 1938, il est transféré au Benfica Lisbonne, le club rival lisboète,.
Avec Benfica, il devient rapidement titulaire :  il garde les cages lors de la finale de la Coupe du Portugal de sa première saison en 1939. Benfica perd contre l'Académica de Coimbra sur le score de 3-4,.
António Martins est sacré Champion du Portugal à trois reprises en 1942, 1943 et en 1945. Il remporte également trois fois la Coupe du Portugal en 1940, 1943 et en 1944,.
Il raccroche les crampons après une dernière saison 1946-1947 avec le club benfiquiste,.
Il dispute un total de 146 matchs en première division portugaise,.

### En équipe nationale
International portugais, il reçoit une unique sélection en équipe du Portugal : le 1er janvier 1942, il joue contre la Suisse (victoire 3-0 à Lisbonne).

## Palmarès
| Sporting - Championnat de Lisbonne (1) : - Champion : 1937-38.                                                                                 |  | Benfica \| - Championnat du Portugal (3) : - Champion : 1941-42, 1942-43 et 1944-45. - Coupe du Portugal (1) : - Vainqueur : 1939-40, 1942-43 et 1943-44. \| \| - Championnat de Lisbonne (1) : - Champion : 1939-40. \| |
| - Championnat du Portugal (3) : - Champion : 1941-42, 1942-43 et 1944-45. - Coupe du Portugal (1) : - Vainqueur : 1939-40, 1942-43 et 1943-44. |  | - Championnat de Lisbonne (1) : - Champion : 1939-40. |